# Tegenrekening
Een tegenrekening fungeert als de corresponderende rekening. De term wordt gebruikt in de context van financiële transacties of boekhouding, en verwijst naar een rekening die als tegenhanger fungeert bij een betaling. Het doel van een tegenrekening is om het effect van een bepaalde verrichting te compenseren of te balanceren.

## Voorbeelden
Bij boekhoudkundige transacties kan een tegenrekening de tegenhanger zijn van een andere rekening. Bijvoorbeeld, bij de aankoop van goederen wordt de kostenrekening (bijvoorbeeld "voorraad") gedebiteerd, en de tegenrekening zou de "te betalen bedragen" (crediteuren) kunnen zijn, die wordt gecrediteerd. Bij het dubbel boekhouden bestaat iedere journaalpost uit een rekening en een of meer tegenrekeningen.
In het geval van banktransacties is het de rekening die de tegenovergestelde beweging van de oorspronkelijke transactie bevat. Bijvoorbeeld, als je geld overmaakt van je bankrekening naar een andere, is de tegenrekening de rekening die het ontvangen bedrag toont.
In internationale betalingen kan een tegenrekening betrekking hebben op de tweede rekening in de transactie, bijvoorbeeld de rekening van de ontvanger in een andere valuta.
Bij een spaarrekening is de tegenrekening een vaste rekening van waaruit bedragen worden overgeboekt naar de spaarrekening, bijvoorbeeld de rekening-courant (RC), en waarop opgenomen bedragen worden overgeboekt. Geld overmaken naar een andere rekening dan de vaste tegenrekening gaat dus in twee stappen, wat de veiligheid ten goede kan komen. Voor sommige banken geldt dat de spaarrekening zelf een IBAN heeft, waardoor een aan de spaarrekening gekoppelde RC-tegenrekening niet per se noodzakelijk is.